# Dipara nigroscutellata
Dipara nigroscutellata – gatunek błonkówki z rodziny Diparidae. Endemit Kenii.

## Taksonomia
Gatunek ten opisany został po raz pierwszy w 2021 roku przez Christopha Brauna i Ralpha S. Petersa na łamach „ZooKeys”. Jako lokalizację typową wskazano Las Kakamega w Kenii. Epitet gatunkowy oznacza po łacinie „czarnotarczkowa”.

## Morfologia samicy
Błonkówka o ciele długości od 1653 do 2015 µm i ubarwieniu głównie żółtawobrązowym do brązowego.
Okrągła, około 1,2 raza szersza niż wysoka głowa ma gładkie, brązowe ciemię oraz żółtawobrązową, siateczkowaną twarz. Blisko siebie osadzone czułki mają żółtawobrązowe trzonek, nóżkę i pierwszy człon biczyka, bledszą buławkę oraz brązową pozostałą część biczyka.
Mezosoma jest smukła. Duże i wydłużone przedplecze jest rowkowane. Tarcza śródplecza jest zaopatrzona w dwie pary szczecinek, pośrodku rowkowato-siateczkowana i czarno nakrapiana, po bokach gładka z siateczkowanymi najbardziej bocznymi częściami oraz czarna z żółtobrązową plamką. Notauli zbiegają się w połowie długości owej tarczy. Axillae są białe, gładkie z nielicznymi, pozlewanymi listewkami. Siateczkowato-pomarszczona tarczka śródplecza jest czarna, lekko wyniesiona. Skrzydła są skrócone, sięgające do stylika. Odnóża przedniej paty są żółtawobrązowe z białymi biodrami, środkowej żółtobrązowe z brązowymi wierzchołkowymi połowami goleni i biały nasadami ud, a tylne żółtobrązowe z białymi biodrami oraz bliższymi połowami ud i goleni. Pozatułów jest cały gładki.
Metasoma ma krótki, żebrowato-marszczony pomostek. Gaster w 1/3 pokryty jest pierwszym, zaopatrzonym w parę dużych szczecinek grzbietowo-przednich tergitem. Sześć pierwszych jego tergitów jest coraz jaśniejszych, siódmy zaś ma żółtawobrązowy przód i ciemnobrązowy tył. Pokładełko ma ciemnobrązową osłonkę.

## Ekologia i występowanie
Owad afrotropikalny, znany wyłącznie z Lasu Kakamega w Kenii. Spotykany na rzędnych od 1574 do 1676 m n.p.m. Zasiedla ściółkę.